# Метоліус (Орегон)
Метоліус (англ. Metolius) — місто (англ. city) в США, в окрузі Джефферсон штату Орегон. Населення — 978 осіб (2020).

## Географія
Метоліус розташований за координатами 44°35′15″ пн. ш. 121°10′34″ зх. д. / 44.58750° пн. ш. 121.17611° зх. д. (44.587469, -121.176032).  За даними Бюро перепису населення США в 2010 році місто мало площу 1,23 км², уся площа — суходіл.

## Демографія
Згідно з переписом 2010 року, у місті мешкало 710 осіб у 275 домогосподарствах у складі 190 родин. Густота населення становила 576 осіб/км².  Було 297 помешкань (241/км²).
Расовий склад населення:
| - 75,6 % — білих - 3,8 % — корінних американців - 1,0 % — чорних або афроамериканців - 0,6 % — азіатів - 0,1 % — вихідців з тихоокеанських островів - 14,8 % — осіб інших рас |

До двох чи більше рас належало 4,1 %. Частка іспаномовних становила 23,7 % від усіх жителів.
За віковим діапазоном населення розподілялося таким чином: 26,2 % — особи молодші 18 років, 64,1 % — особи у віці 18—64 років, 9,7 % — особи у віці 65 років та старші. Медіана віку мешканця становила 38,6 року. На 100 осіб жіночої статі у місті припадало 100,0 чоловіків;  на 100 жінок у віці від 18 років та старших — 98,5 чоловіків також старших 18 років.
Середній дохід на одне домашнє господарство  становив 47 952 долари США (медіана — 38 750), а середній дохід на одну сім'ю — 51 996 доларів (медіана — 41 618). Медіана доходів становила 35 119 доларів для чоловіків та 29 063 долари для жінок. За межею бідності перебувало 23,5 % осіб, у тому числі 31,5 % дітей у віці до 18 років та 3,6 % осіб у віці 65 років та старших.
Цивільне працевлаштоване населення становило 446 осіб. Основні галузі зайнятості: освіта, охорона здоров'я та соціальна допомога — 24,9 %, роздрібна торгівля — 13,9 %, виробництво — 12,3 %, сільське господарство, лісництво, риболовля — 10,8 %.